# Semić
Semić je selo u općini Lupoglav, u Istri.

## Stanovništvo
Po popisu iz 2001., u selu je živjelo 99 stanovnika.
Stanovnici se bave stočarstvom i ratarstvom. Prvi se put spominje 1327. pod imenom Stinich ili Simich, a pripadalo je feudalnoj gospoštiji Črni grad (Schwarzenburg). God. 1373. javlja su u obliku Zemitz, a 1409. Semiczz, od kada čini dio Lupoglavske gospoštije. Više su ga puta napadali Osmanlije u svojim prodorima (1471., 1482., 1511). Nakon pada Klisa u turske ruke mnogobrojne su izbjeglice iz Dalmacije naseljene u Semić i okolna sela Lupoglavske gospoštije. Kapelanijska crkva sv. Lovre, sa zvonikom na pročelju, podignuta je u drugoj pol. 18.st., možda na mjestu stare koja je bila posvećena Sv. Trojstvu (spominje se 1650). Oko crkve je mjesno groblje.[nedostaje izvor]
| broj stanovnika | 198   | 205   | 238   | 231   | 263   | 330   | 345   | 307   | 288   | 304   | 220   | 189   | 146   | 102   | 99    | 94    | 69    |
|                 | 1857. | 1869. | 1880. | 1890. | 1900. | 1910. | 1921. | 1931. | 1948. | 1953. | 1961. | 1971. | 1981. | 1991. | 2001. | 2011. | 2021. |